# Straż Honorowa Prezydenta Republiki Słowackiej
Straż Honorowa Prezydenta Republiki Słowackiej  (słow. Čestná stráž prezidenta Slovenskej republiky, ČS PSR) – jedna z dwóch jednostek reprezentacyjnych Słowackich Sił Zbrojnych.

## Historia
W wyniku reformy konstytucyjnej z 1968 roku przekształcającej Czechosłowację w federację postanowiono powołać reprezentacyjną jednostkę wojska w Bratysławie, która od 1 stycznia 1969 miała stać się stolicą republiki Słowacji. Rozkazem ministra obrony z 27 października 1968 roku oraz dowódcy Wschodniego Okręgu Wojskowego sformowano 318 Batalion Straży (318. strážny prápor) , którego głównym zadaniem było pełnienie wart honorowych i uczestniczenie w pogrzebach z udziałem wojska na terenie Słowacji oraz pełnienie obowiązków wartowniczych na terenie garnizonu Bratysława. Wraz z podziałem Czechosłowacji i uzyskaniem przez Słowację niezależności 318 Batalion Straży wszedł w skład słowackiej armii jako Pułk Zamkowej i Honorowej Straży (Pluk hradnej a čestnej stráže). Pułk składał się z dowództwa, sztabu, jednostek zabezpieczających oraz dwóch batalionów straży honorowej, po dwie kompanie każdy. 1 Batalion Straży Honorowej (1. prápor čestnej stráže), a od 1 marca 1993 Batalion Straży Zamkowej (Prápor Hradnej stráže) wykonywał obowiązki na rzecz Prezydenta, zaś 2 Batalion Straży Honorowej (2. prápor čestnej stráže), a od 1 marca 1993 po prostu Batalion Straży Honorowej (Prápor čestnej stráže) na rzecz pozostałych organów konstytucyjnych i najwyższego dowództwa wojskowego, zgodnie z ceremoniałem wojskowym . Batalion Straży Zamkowej początkowo pełnił wartę honorową na Zamku w Bratysławie, gdzie 2 lipca 1993 po raz pierwszy zaprezentował się we własnym mundurze. Od 24 listopada tegoż roku żołnierze batalionu pełnili wartę przed Pałacu Prymasowskim, a od 30 września 1996 roku przed Pałacem Prezydenckim  Pułk został rozformowany 1 sierpnia 2001 roku, zaś bataliony stały się samodzielnymi jednostkami. Dotychczasowy Batalion Straży Honorowej stał się Strażą Honorową Armii Republiki Słowackiej (Čestná stráž armády Slovenskej republiky)  podlegającą Dowództwu Garnizonu Bratysława , zaś Batalion Straży Zamkowej stał się Strażą Honorową Prezydenta podlegającą bezpośrednio biuru wojskowemu prezydenta. 16 czerwca 2003 roku Straż Honorowa Prezydenta po raz pierwszy zaprezentowała się w historycznym mundurze .

## Zadania
Zgodnie z Ustawą o Siłach Zbrojnych Słowackiej Republiki z 2002 roku do jej głównych zadań należy:
- wystawianie honorowej straży siedziby prezydenta oraz ochrona gości prezydenta na terenie tejże siedziby,
- pełnienie honorowej asysty wojskowej podczas wydarzeń z udziałem prezydenta wymagających jej zgodnie z protokołem, przede wszystkim podczas oficjalnych wizyt przedstawicieli innych państw, a także podczas przyjmowania przez prezydenta szefów misji dyplomatycznych,
- ochrona prezydenta i jego siedziby podczas wojny, stanu wojennego i wyjątkowego.

## Struktura organizacyjna
- dowództwo i sztab (Velenie a štáb)[10]
- 1 kompania Straży Honorowej Prezydenta (1. rota ČS PSR)[11]
- 2 kompania Straży Honorowej Prezydenta (2. rota ČS PSR)[11]
- kompania wsparcia dowodzenia (rota podpory velenia (RPV))[12]

## Umundurowanie i wyposażenie
Członkowie Straży Honorowej noszą dwa rodzaje mundurów reprezentacyjnych: mundur Straży Honorowej Prezydenta Republiki Słowackiej oraz historyczny mundur Straży Honorowej Prezydenta Republiki Słowackiej. Żołnierze wyposażeni są w czechosłowackie karabiny samopowtarzalne Pu vz. 52 i Pu vz. 52/57 z nasadzonymi bagnetami lub w karabin z zamkiem skałkowym wg modelu 2009 noszonego do munduru historycznego. Oficerowie zamiast w broń palną uzbrojeni są w szable .

### Mundur Straży Honorowej Prezydenta Republiki Słowackiej
Obecnie obowiązującym umundurowaniem jest wprowadzony w czerwcu 2009 roku Mundur Straży Honorowej Prezydenta Republiki Słowackiej vz. 2008 projektu Heleny Jurikovičovej. Składa się on z granatowej dwurzędowej kurtki zapinanej na złote guziki oraz spodni z granatowymi lampasami z obszytymi na czerwono krawędziami. Spodnie występują w dwóch wersjach kolorystycznych granatowej (odświętnej) i szarej (mniej uroczystej). Uzupełnieniem munduru jest biała koszula, złoty krawat, białe rękawiczki i czarne, lakierowane półbuty. W zależności od warunków pogodowych można zakładać również granatowy płaszcz. Zarówno kurtka, jak i płaszcze mają czerwone obszycia kieszeni, a na rękawach umieszczone są czerwone szewrony z wyhaftowanymi złotymi liśćmi lipy. Na ramionach przyszyte są też naszywki z otoczonymi złotymi gałązkami lipy herbami Słowacji (na lewym) i Straży Honorowej Prezydenta (na prawym), nad którymi umieszczone są naszywki ze złotym napisem ČESTNÁ STRÁŽ PREZIDENTA SR na czerwonym tle. Pod prawe ramię zarówno kurtki, jak i płaszcza zakłada się pętle trójkolorowego oraz złotych sznurów galowych. Mundur przepasuje się granatowym pasem z herbem Słowacji na złotej klamrze. W wersji zimowej półbuty zastępuje się butami zimowymi, a do płaszcza dopina się futrzany kołnierz. Do munduru zakładana jest granatowa czapka garnizonowa ze skórzanym paskiem zapinanym pod brodą. Z przodu czapki wyhaftowane są dwie złote gałązki, a na otoku umieszczony jest złoty patynowany emblematem sił zbrojnych. Zimą czapkę garnizonową zastępuje się futrzaną .
W latach 1993–2008 mundur Straży Honorowej był w szarej kolorystyce.

### Historyczny mundur Straży Honorowej Prezydenta Republiki Słowackiej

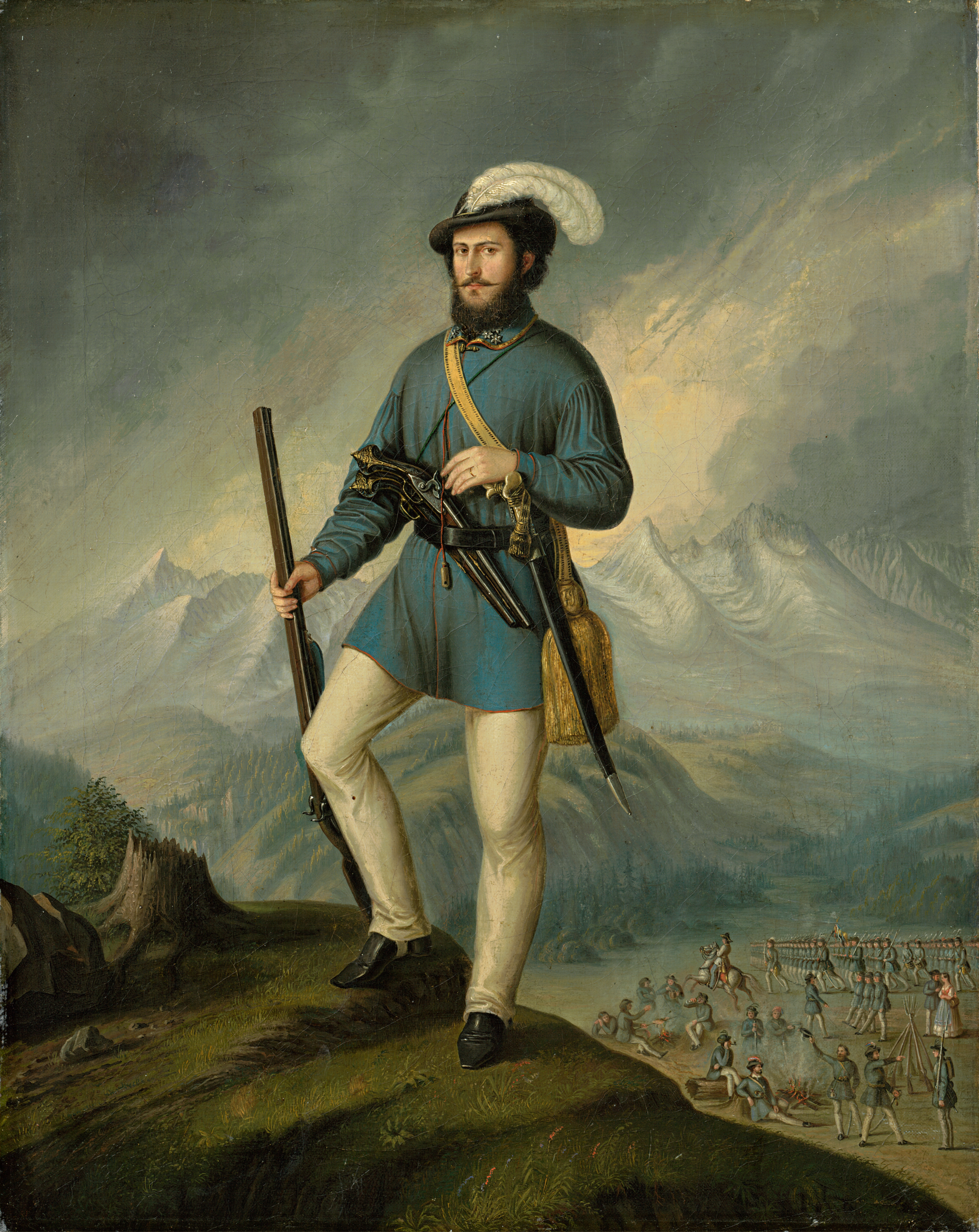
portret Jána Francisci jako kapitana ochotników pędzla Petera Bohúňa

Historyczny mundur Straży Honorowej jest imitacją munduru ochotników ze Słowackiego Korpusu Ochotniczego walczących w powstaniu słowackim w 1848 roku. 150 rocznica powstania, a także uczestnictwo słowackich wojskowych w międzynarodowych pielgrzymkach żołnierzy do sanktuarium w Lourdes, podczas których oddziały reprezentacyjne z różnych krajów prezentowały się w swoich historycznych mundurach stały się inspiracją do stworzenia na potrzeby słowackiego wojska munduru historycznego. Jednym z głównych postulatorów tej idei był gen. Ján Repaský. Mundur zaprojektowała projektantka scenografii Ľubica Jarjabková przy współpracy z projektantką scenografii i kostiumów Heleną Jurikovičovą. Autorki wzorowały się na stroju powstańców, który składać się miał z lekkiego sznurowanego płaszcza, jasnoszarych spodni i okrągłego kapelusza, w tym duże znaczenie miał obraz Petera Bohúňa przedstawiający portret Jána Francisci jako kapitana ochotników oraz mundurem huzarów, którzy rekrutowani byli często nie tylko z Węgrów, ale i Słowaków. Kolorystyka i motywy haftów inspirowane były słowackim strojem ludowym .
Mundur historyczny składa się z niebieskiego, szamerowanego czerwoną i złotą pasmanterią dolmanu (kurtki) oraz szarych, cyfrowanych (ozdobionych parzenicami) rajtuz (spodni) z lampasem koloru niebieskiego dla żołnierzy i czerwonego dla dowódców. Dystynkcje poszczególnych stopni wojskowych umieszczone są na patkach. Uzupełnieniem stroju jest czerwony pas sukienny przewiązany czerwono-złotym sznurem zakończonym chwostami, szabeltas bogato zdobiony z inicjałami SR (od Slovenská republika) zawieszony na rapciach, czarne, skórzane buty typu węgierskiego z cholewami z wycięciem, wykończone lamówką i chwostami oraz czarny kłobuk (filcowy kapelusz) ze skórzaną podpinkę zapinaną na metalową klamerkę pod brodą. Ogłowie tuż powyżej linii zgięcia ronda obszyte jest złotą wstążką. Kapelusz ozdobiony jest również białym strusim piórem przypiętym nad czołem złotym patynowanym emblematem sił zbrojnych. Wersja zimowa uzupełniona jest o zakładany na wierzch niebieski, szamerowany czerwoną i złotą pasmanterią mentyk z brzegami obszytymi brązowym barankiem, zaś w wersji przejściowej (wiosenno-jesiennej) mentyk zarzucany jest jedynie na lewe ramię .

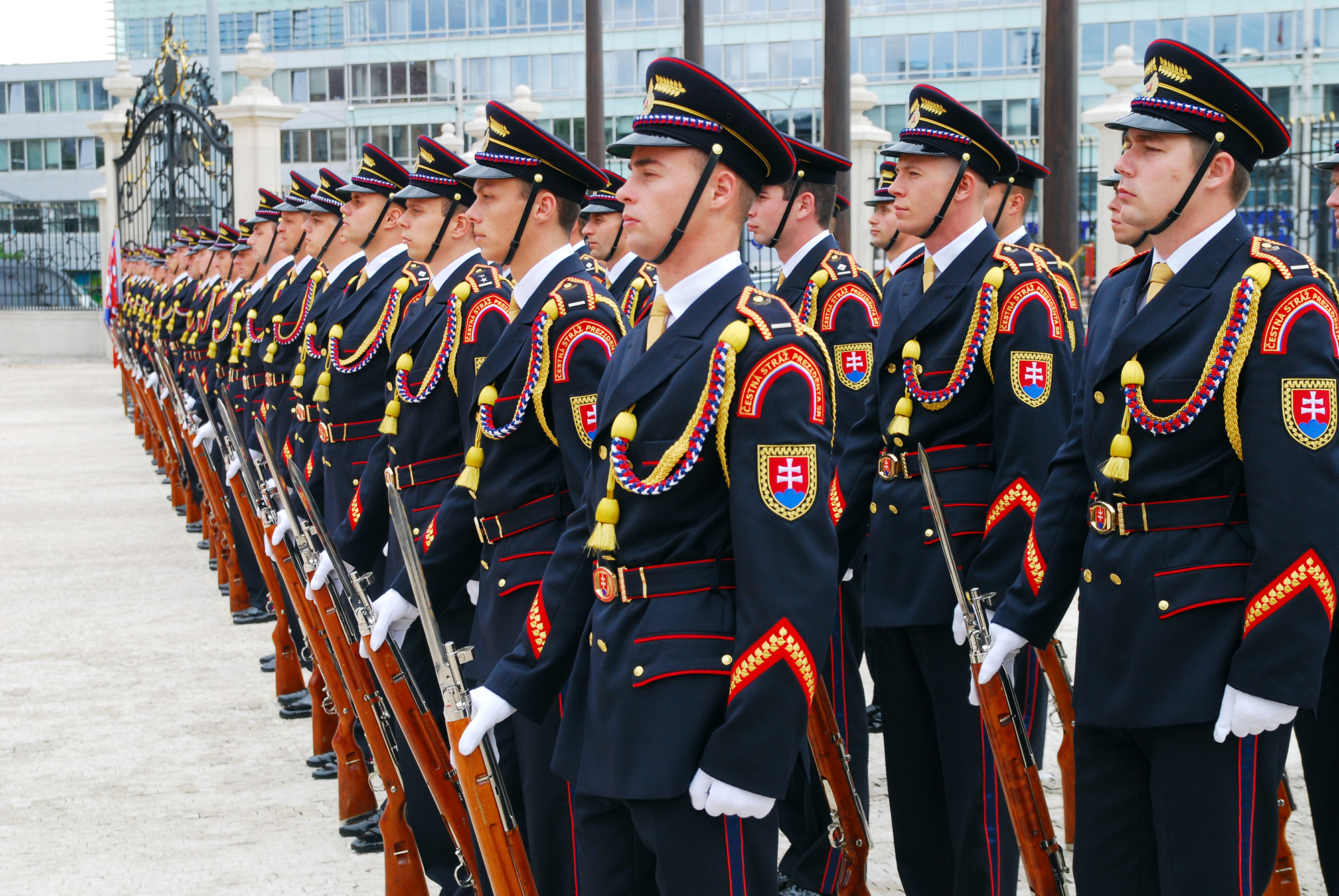
oddział Straży Honorowej w mundurach wg wzoru z 2008 roku
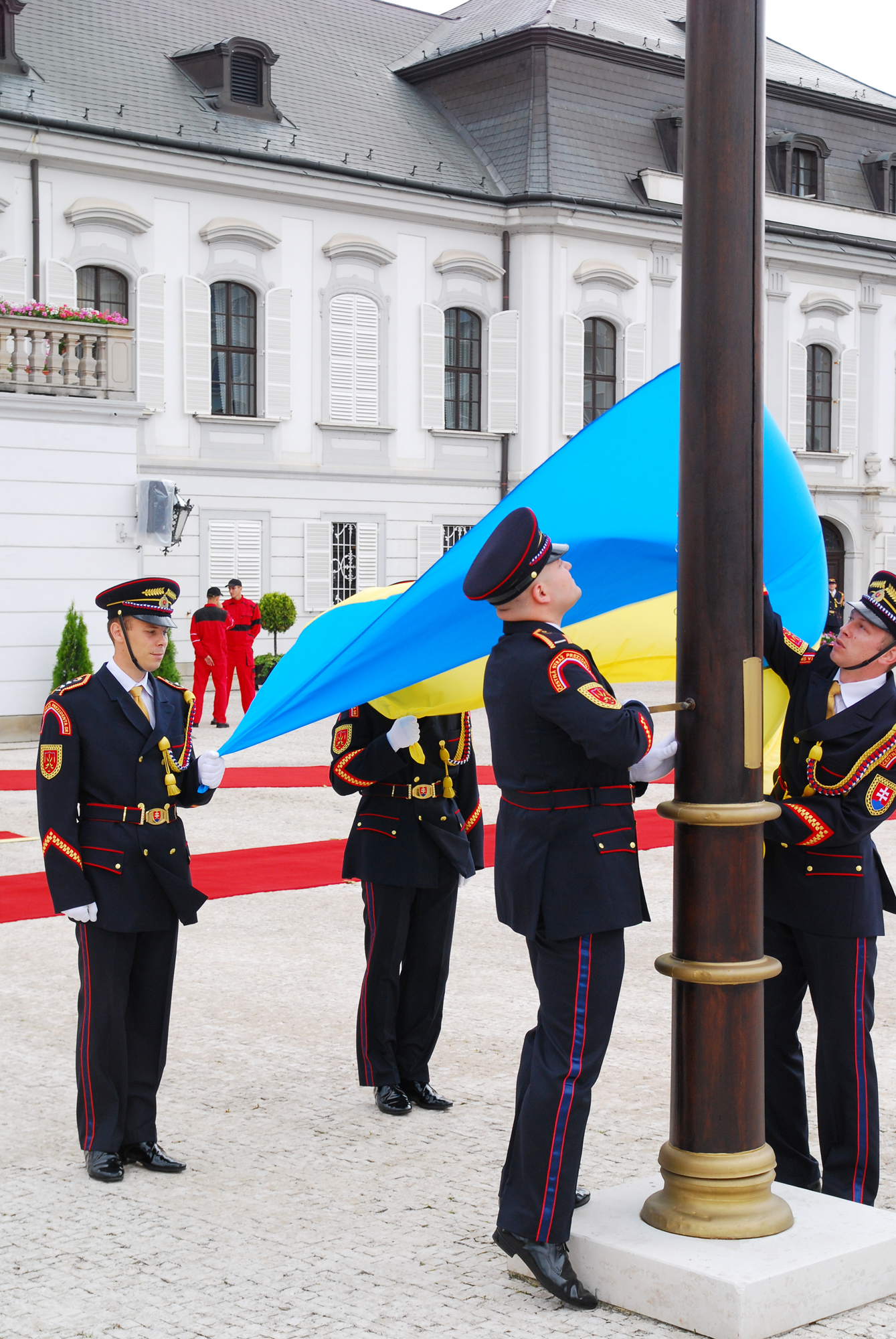
Straż Honorowa podczas wciągania flagi na maszt
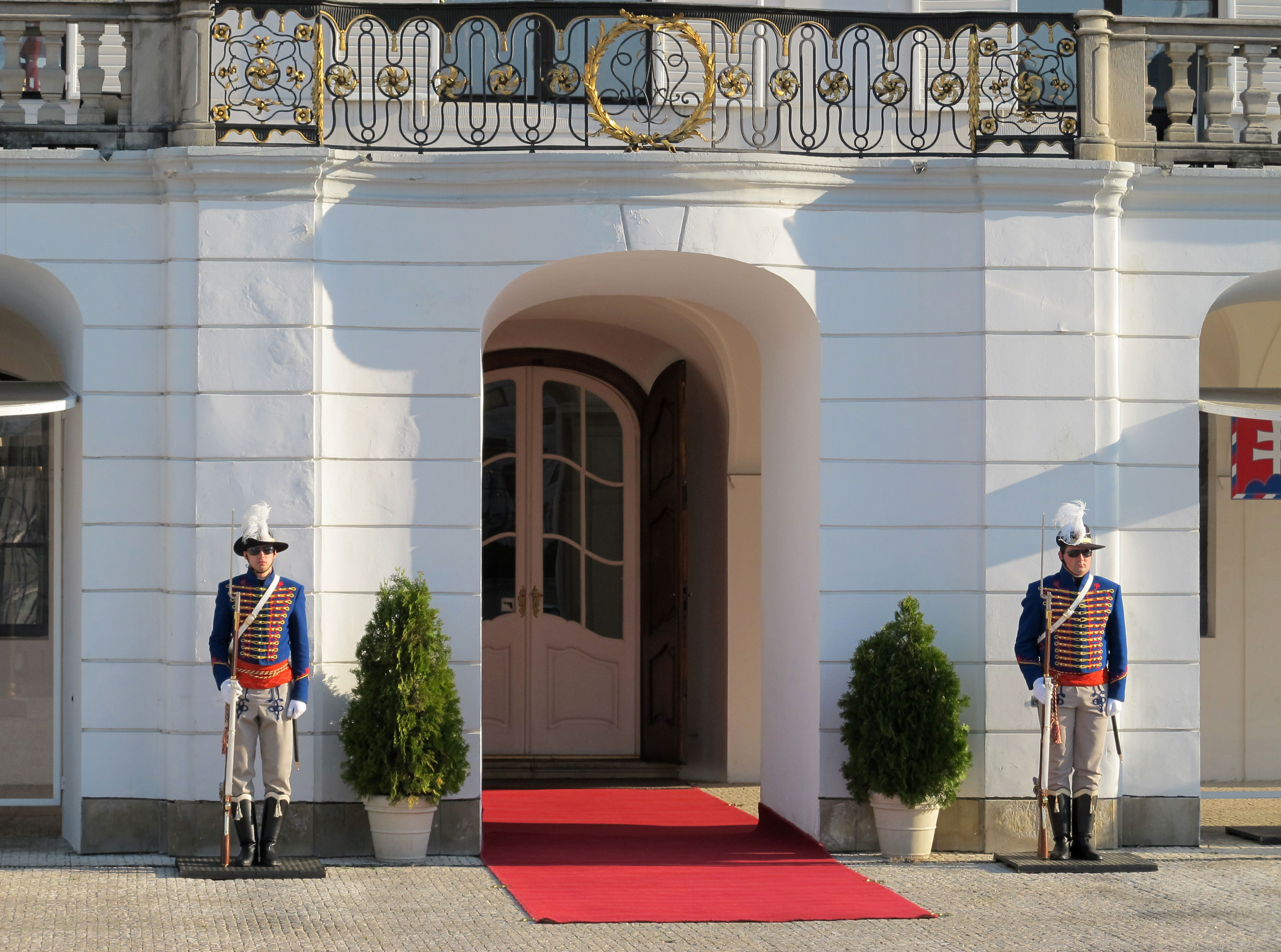
warta honorowa w mundurze historycznym (letnim) przed Pałacem Prezydenta w Bratysławie
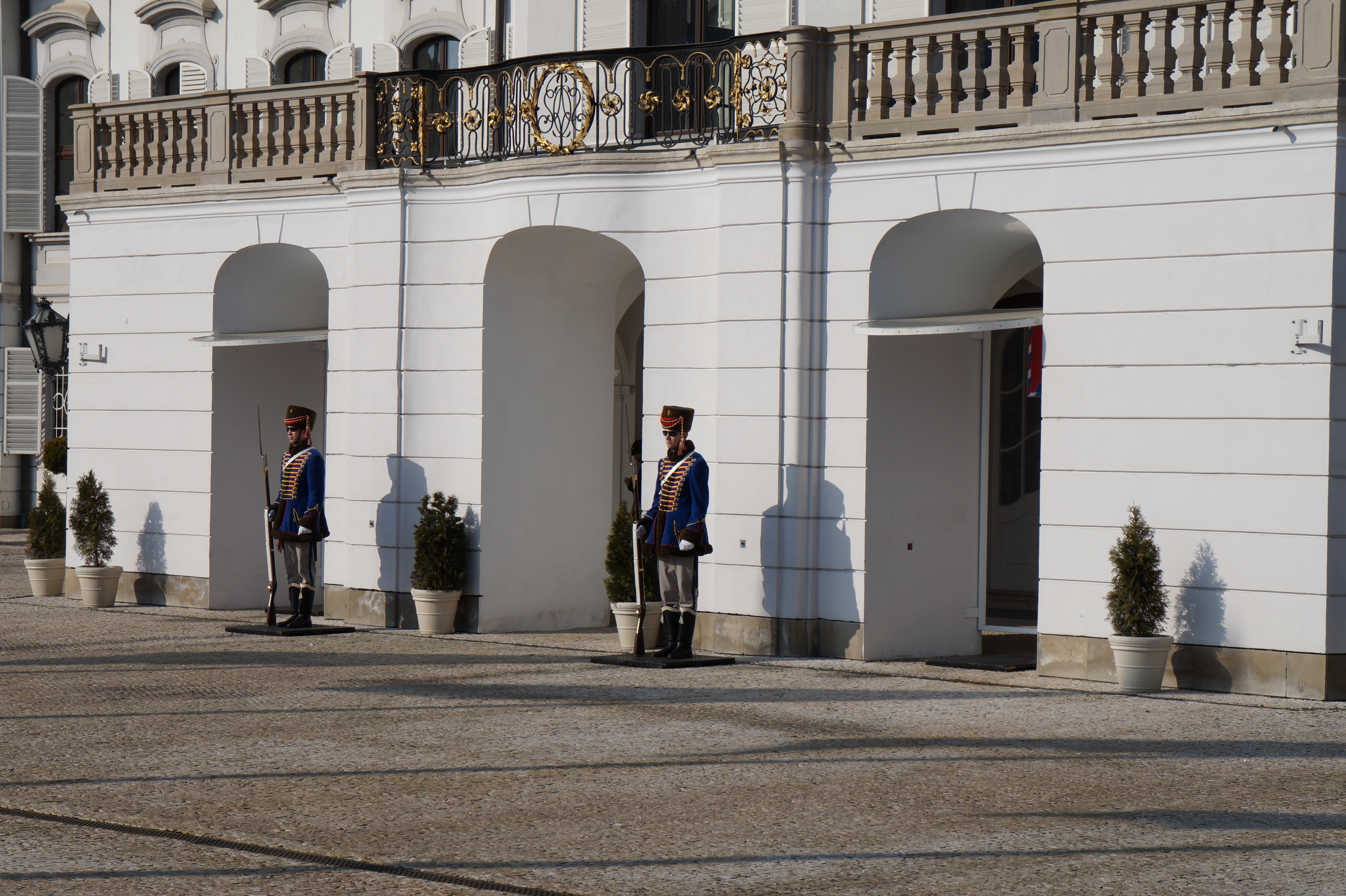
warta honorowa w mundurze historycznym (zimowym) przed Pałacem Prezydenta w Bratysławie

## Dowódcy

### Batalion Straży Zamkowej
- pplk. Ing. Bohuslav Strážovský (1993 – 1 maja 1994)[20]
- plk. Ing. Jaroslav Šmelko (1 maja 1994 – 1 sierpnia 2001)[20]

### Straż Honorowa Prezydenta RS
- plk. Ing. Jaroslav Šmelko (1 sierpnia 2001 – 28 listopada 2005)[21]
- plk. Ing. Rudolf Kebísek (1 grudnia 2005 – 31 stycznia 2010)[21]
- plk. Ing. Miroslav Ištván (1 maja 2010 – 31 grudnia 2017)[21]
- pplk. Ing. Ján Krajčovič, zastępca p.o. dowódcy (1 stycznia 2018 – 14 maja 2018)[21]
- plk. Ing. Branislav Vavrinec (15 maja 2018 – obecnie)[21]